# التحلل القبلي
التحلل القبلي يقصد بالتحلل القبلي Detribalization أو العشائري تضاؤل سيطرة القيم والمعايير البدوية التقليدية على علاقات وسلوك أبناء العشيرة نتيجة لتأثرهم المتزايد بمعايير المدينة. من هنا يمكن القول أن التحلل القبلي هو نتيجة متوقعة لعملية التحضر. ومع كثرة تداول مصطلح التحلل القبلي في الكتابات الأنثروبولوجية والسوسيولوجية، فإنه ما زال ينطوي على بعض الغموض وعدم الدقة. فقد نتساءل أن كان هذا المصطلح ينطوي على خصائص أو اتجاهات سلوكية وفكرية معينة، وهل تصاحبه عمليات تصير اجتماعي وثقافي ونفسي محددة؟ أن هذه التساؤلات وغيرها هي بعض ما يثيره في الأذهان استخدام هذا المصطلح، مما يدعو إلى توضيحها ولو قليلا.
مؤشرات التحلل القبلي:
ما تزال مجتمعات العالم الثالث تمر بمرحلة التحلل القبلي التي بدأتها منذ مطلع هذا القرن تقريبا مع دخول الإدارات الاستعمارية والتصنيع والتعليم المدرسي ونشوء المدن الحضرية بتنظيماتها المهنية والحرفية والطبقية والثقافية المتعددة. ومع تعقيد الواقع الانتقالي لهذه المجتمعات لكثرة الظواهر المتغيرة وتعدد عمليات التصير التي تواجهها، إلا أناها تشترك جميعا في حقيقة واحدة وهي انتقال أنساقها الثقافية والاجتماعية والاقتصادية من أشكالها القبلية إلى نماذج حضرية. ولو حاولنا إعطاء صورة إجمالية عن أبرز الاتجاهات التي تعبر عن هذا الانتقال أو التحول فأننا نستطيع تشخيص الآتي:
1-	التبعثر السكاني
كانت العشائر عموما تقطن في بقع من الأرض تدعى ديارها وقد اقترنت أسماؤها عادة بتلك الديار كما لو كانت أوطانا. وكم حدثت من المعارك والنزاعات بينها على ملكية الأرض والتمسك بها كأهم أركان ووجود العشيرة ودعم هويتها. وقد التقت في ذلك الهوية القرابية والجغرافية كما لو كانا وجهين لعملة واحدة. وقد عبر الشعراء الشعب عن هذا التلاحم بين الوجه القرابي البشري والوجه البيئي الجغرافي في كثير من قصائدهم عندما مروا بالديار وتذكروا الأهل أطلقوا العنان لعواطف الحنين والشوق التي أثارتها تلك الديار المقترنة بأسماء عشائرها أو أفخاذها. أن هذه الصورة الرومانتيكية لوحدة العشيرة والأرض لم تقاوم أمام التحضر، حيث تبعثرت وحدات العشيرة نتيجة لهجرة كثير من أفرادها وأسرها إلى المدن. ونظرا أن الهجرة الريفية تسير وفقا لفرص العمل أينما تتاح فأن هذا أدى بالضرورة إلى تفرق العشائر في مختلف الاتجاهات الجغرافية ولمسافات متباينة. وهكذا انفرطت وحدة التجمع السكاني والبيئي للعشيرة إلى صورة بعيدة عنها من التشتت Dispersal . ومن الطبيعي أن هذا التباعد الجغرافي الديموغرافي يخلق تباعدا اجتماعيا ونفسيا بين أفراد واسر العشيرة خصوصا حينما يمر عليه زمن طويل نسبيا.
من ناحية أخرى فأن هذا التبعثر والتباعد يعطي أبناء العشيرة الواحدة عذرا لعدم مراعاة بعض الالتزامات القرابية منها على سبيل المثال حضور المناسبات الأساسية كالأعراس وحفلات التأبين، أو المشاركة في «الجاهات» لتسوية مختلف مشكلات عشيرتهم إلى غير ذلك من الواجبات القرابية التي صارت تهمل اليوم في ظل التحضر.
لو نظرنا إلى التبعثر الجغرافي من ناحية اختلاف مستويات الأحياء التي يقطنها أبناء ذات العشيرة فأن هذا يثير إشكالية التباين الاجتماعي بينهم. إذ من الطبيعي أن الذين يسكنون بيوتا راقية في أحياء سكنية جيدة يثيرون حسد وغيرة أبناء عمومتهم الذين ما زالوا يعانون الفقر ويسكنون في أحياء شعبية مختلفة. لعل هذا التواجد لبناء القرى والعشائر في المدن الواحدة لا يسهم في تمتين علاقاتهم نتيجة قرب المسافة بل انه يضعف هذه العلاقات نتيجة ما يثيره التباين الاقتصادي الذي يجسده اختلاف مستوى السكن الذي يسكنون فيه. ففي كلتا الحالتين من التبعثر والقرب الجغرافي في المدن تتعرض البنى القبلية كما بينا إلى التفتت بسبب العوامل الاقتصادية والاجتماعية التي تعمل على تسريع التحضر على حساب تلاحم العشيرة. وعلى هذا فأن قوة العشيرة المستمدة من وحدة الأرض والقرابة هي في طليعة الركائز التي تقتلعها ريح التحضر والتحديث.
2-	ضمور الانتماء والولاء الجمعي
من سمات العشائرية الرئيسة قوة التعصب للعشيرة والارتباط بها وجدانيا والإخلاص التلقائي لها. فقد كانت العشائر لا تمارس ضغطا على أسرها وأعضائها لكي تضمن ولاءهم وانتماءهم لها لأن ذلك كان يجري بصورة عفوية. ونستنتج عفوية هذا الاتجاه من التراث الشعري العربي القديم الذي أظهر قوة تمسك الشعراء بشعائرهم وقبائلهم حيث تغنوا بأمجادها في الوقت الذي كرسوا هجاءهم لأعدائها. عندما نقابل تلك الصورة التي جسدت قوة التلاحم بين الفرد وقبيلته بالوقع الحضري الجديد فإننا لا نرى إلا القليل من ذلك الانتماء والولاء العشائري. ولعل من أسباب هذا التحول أن الدعم الاقتصادي والاجتماعي والنفسي الذي تلقاه الفرد من عشيرته ودفعه إلى التمسك بها لم يعد ممكنا أو ضروريا في الوقع الحضري. فليس من المتوقع أن يحقق الفرد الحضري لول جزء ضئيلا من خدمات العشيرة السابقة أما لظهور مؤسسات حضرية حلت محلها أو نتيجة لانقطاع التفاعل والتواصل الذي يعوق تلك الخدمات. فضلا عن تعارض هذا الانتماء مع مفهوم التقدم والتحديث الذي يتظاهر به الحضر لتعزيز مركزهم الثقافي والاجتماعي في المدينة. وهكذا تعمل الصيرورة الحضرية على إحلال النماذج المؤسسية الاقتصادية والسياسية والقانونية والاجتماعية والمهنية للانتماء بدلا من نموذجه العشائري.
3-	نمو التوجة المهني
تعد النقلة المهنية في عملية التحضر من أكبر عوامل ومؤشرات التحلل العشائري. فبعد أن كان أبناء العشيرة يعتمدون على نظام معيشي واحد سواء كانوا جامعين أو صيادين أو رعاة أو فلاحين, أصبحوا بعد انتقالهم إلى المدن مهنيين أو حرفيين صناعيين أو خدميين أو موظفين حكوميين. أن أهم تأثير لهذا التحول هو أن أفراد العشائر المتحضرين يتخلون تدريجيا عن الميول الجسمية والفكرية والعملية التي رافقت أسلوب معيشتهم السابق ليتكيفوا لطراز الأعمال التي يمتهنونها في المدينة. فالمهنة في هذا السياق هي ليست وسيلة لكسب المعيشة فحسب بل وعاملا معقدا في إعادة تنظيم الحياة الاجتماعية والاقتصادية والثقافية والنفسية للريفيين حديثي التحضر.
نكتشف قوة تأثير المهنة في الريفيين في مدننا العربية من خلال بعض المؤشرات المعبرة عن ذلك كاستبدال الألقاب العشائرية بألقاب مهنية، والحالات التي تجسد هذا الانتقال المهم كثيرة يصعب حصرها في معظم المدن العربية. لاشك أن هذا التخلي عن اللقب العشائري عندما نتعمق فيه ينطوي على دلالات خطيرة منها أن بعض الريفيين المتحضرين لم يعودوا يخافون على سمعتهم ومركزهم الاجتماعي من اتخاذ المهنة لقبا لهم ولأسرهم، بل لعل هذا اللقب الجديد يبدو في نظرهم أكثر دعما لإمكاناتهم. والطريق أن التسمية بالألقاب المهنية والحرفية في المدن العربي تشمل بعض المهن والحرف التي كانت محتقرة قبل زمن غير طويل ولكنها اليوم انتشرت كألقاب تسمت بها كثير من الأسر الحضرية. 
ولعل بإمكاننا القول أنه مقدار ما تتمتع به المهن من احترام وتقدير اجتماعي في المدن العربية يتحدد بين أمور أخرى بمقدار ما تدره من دخل مالي. فأذا صح هذا الاستنتاج فأن معنى ذلك أن التحضر العربي قد حقق تحولا عقلانيا من التأكيد على النسب الذي كان أساس الشرف إلى التأكيد على الثروة والمال كركيزة للجاه الاجتماعي في الوضع الحضري الجديد. أن هذا لاشك ينسجم مع تدرج الصيرورة الحضرية التي تسير نحو ازديا وتبلور الرؤية العملية والاقتصادية لتحل محل الرؤية الروحية والقرابية.
ولا ننسى الترابط المتزايد بين المهن والتخصصات العملية التي تدرسها الجامعات وتمنح فيها شهادات عليا. هذا الترابط لاشك زاد قيمة كثير من المهن ونشط تحفيز الناس لإرسال أبنائهم للتخصص فيها ونيل الدرجات العملية التي تجعل ممارستهم لها أكثر اعتبارا في المجتمع.
من جهة أخرى فأن المهن أثرت في تركيب العشيرة الثقافي والاجتماعي من حيث أنها زادت في تعددية أفرادها بحكم هذا التنوع في أعمالهم بعد أن كانوا متجانسين في هذا الخصوص. ولاشك أن التعددية المهنية التي فرضتها حضارة المدينة على سكانها الحضر وأشباه الحضر هي ليست مجرد اختلاقات تقنية واقتصادية بل وثقافية واجتماعية وسياسية وفكرية تتعدى ظاهر الحياة إلى أعماقها.
4- التحولات التعليمية
نستطيع أن نلاحظ بسهولة دور التعليم في تفكيك القبلية والعشائرية التي اعتمدت بين أمور أخرى على الأمية. وقد نشطت حركة التعليم في معظم الأقطار العربية مع تأسيس الدولة ولكنها ظلت ضعيفة في البوادي والأرياف. ونتيجة لازدياد نسبة المدرسين في المدارس تغيرت كثير من مواقف الناس إزاء أمور متعددة منها القيم والمقاييس العشائرية التي أصبحت موضع تساؤل وشك بعد أن كانت تحظى بالتسليم والقبول غير المجزأ. وتضاعف تأثير التعليم مع تأسيس الجامعات وازدياد أعداد خريجيها وانتشار تأثيرهم الفكري والاجتماعي بين عشائرهم وقراهم. من الطبيعي أن تتعارض مع كثير من شعارات ومبادئ العلوم والاختصاصات الإنسانية التي تدرسها الجامعات.
ونلاحظ التأثير المهم الآخر للتعليم عندنا نفكر بما ولده من فروق فكرية ومعرفية بين أبناء العشيرة الذين صار المثقفون منهم يشعرون باغتراب مع أبناء عشيرتهم غير المثقفين. من المؤكد أن التعليم من هذا المنظور قد أضعف التواصل بين أبناء العشيرة الواحدة بحكم نمو اختلاف رؤيا المتعلمين وغير المتعلمين منهم. والواقع أن هذا الدور التفتيتي للعشائرية يلمس حتى على مستوى الأسرة الممتدة خصوصا من زاوية الروابط النفسية والفكرية بين المسنين غير المثقفين والشباب ذوي الثقافة العالية نسبيا. فليس من شك بعد كل هذا أن ندرك مدى عمق تأثير التعليم في الواقع العشائري.
5- ازدياد التفاوت الاقتصادي
مع العوامل التي قوت البناء الاجتماعي للعشيرة عبر العصور الطويلة خلوها تقريبا من التفاوت الاقتصادي واقتراب مستوى معيشة أفرادها حيث عاشوا حياة كفاف يغلب عليها الفقر وتهددها المجاعة باستمرار. فقد كان ذلك الاقتصاد المعيشي محصورا بين اليد والفم – from Hand To Mouth Economy كما وصفه الأنثربولوجيون عند تحليل المجتمعات البسيطة.
ومقابل تلك الصورة التي جسدت فقر العشيرة الشالم وتعرضها إلى ظروف اقتصادية واحدة في أوقات القحط والفاقة أو أوقات اليسر والاكتفاء، ونرى صورة مختلفى تماما لحياة المدينة حيث يعيش البعض حياة رخاء فائض وتبذير صارخ من جهة بينما يعاني بعضهم الآخر أقسى حالات الفقر والعوز. إننا ندرك كيف تكون الحالة النفسية والعاطفية لأبناء العمومة في الوضع الحضري الجديد حيث يحيا بعضهم حياة نعيم وترف بينما يتضور بعضهم الآخر من الفقر والفاقة ونقص الغذاء. لا شك أن هذا الوضع لابد أن يقود إلى تفاقم الغيرة والحسد وحتى الكراهية لدى المحرومين من أبناء العشائر في المدن إزاء أبناء عمومتهم المترفين الأغنياء. من ناحية أخرى فأن الفقراء الريفيين بما هم عليه من شعور بالكبرياء وعزة النفس يتعضرون إلى مآزق نفسية واجتماعية مدمرة عندما يظهرون حاجتهم إلى أبناء عمومتهم الأغنياء لكي يتلقوا مساعدتهم ولو في صيغ تخلو من المعونات المالية، كما يحدث عندما يتوسطون لهم لكي يحصلوا على عمل أو وظيفة أو يشغلونهم في مشروعاتهم التجارية أو الصناعية أو الزراعية.
يلاحظ أن هذا التأثير البنيوي التفتيتي لنمو الفروق الاقتصادية بين أبناء العشيرة يبرز حتى في القرى حيث صار بعض القرويين رأسماليين صغارا يملكون قطعا رزاعية كبيرة نسبيا اشتروها من أبناء قراهم وعشائرهم بأثمان ضئيلة ثم صاروا يشغلون في زراعتها أقرابهم وجيرانهم بأجور واطئة. وكثيرا ما تزداد الجفوة بين ملاك الأرض وأقاربهم عندما يشيح الملاك بوجوههم عنهم وعن جيرانهم مفضلين عليهم العمالة الوافدة للاشتغال في مشروعاتهم الإنتاجية المختلفة. لقد برز هذا الاتجاه في بعض القرى الأردنية وهو يظهر ضعف ثقة الأغنياء بالفقراء من أقاربهم في مجال التوظيف والعمل, وهو اتجاه مناقض تماما لروح التضامن القبلية التي قامت على الثقة العالية بين أبناء العشيرة وشكهم وارتيابهم إزاء الغرباء، لكن ذلك قد انقلب إلى نقيضه تقريبا. أن روح التحضر و ما يرتبط بها من تغليب المصلحة الاقتصادية على جميع الاعتبارات هي من أقوى العوامل التي لم تستطع العشائرية من الصمود أمامها. لذا فليس هناك أدنى شك في أن استمرار النمو الاقتصادي والتجاري وما يصاحبه من ازدياد اتساع المسافة الاقتصادية والاجتماعية بين أفراد الوحدات القبلية الممتدة لا بد أن يضاعف من تعرية وتآكل العلاقات القرابية بصورة متصاعدة في العقود القادمة في منطقتنا العربية والعالم الثالث.
التحضر في سياق التنظيمات:
يشهد المجتمع العصري الصناعي المتقدم علميا وتكنولوجيا واقتصاديا بصورة مستمرة ازدياد عدد التنظيمات التي تتطلبها مقتضيات الصناعة والإدارة على مختلف المستويات التقنية و العلمية والبيروقراطية. ولعنا لا نبعد عن الواقع أو نبالغ إذا قلنا أن التغير والتحضر في المجتمعات الحديثة يكاد يرتكز في المجالات التنظيمية أكثر من أي وجه آخر للتغير. وتؤدي التنظيمات أدوارها لتحقيق أهداف متعددة لعل من أبرزها تشجيع عملية التجديد والابتكار لزيادة كفاءة العمليات الإنتاجية التي تناط بتطويرها. 
هذا يحصل على المستويات التنظيمية كافة سواء في مجالات الصناعة أو غيرها. ومن الواضح أن التنظيمات تتبع سياسات تتراوح بين السلطة الإدارية التي تمارس إشرافا دقيقا على الأعضاء وبين أتاحة فرصة من الحرية لهم كي يتصرفوا وفقا لرغباتهم وميولهم التي تؤدي في النتيجة إلى خدمة أغراض التنظيم نفسه. ويبدو ان مفهوم الحرية الفردية الذي قوي في القرن التاسع عشر في أوروبا بتحفيز من كتابات آدم سميث وبقية الاقتصاديين الليبراليين ما زال يحظى بتأييد في تنظيم علاقة القيادة والعاملين في التنظيمات الغربية. وهناك نظريات متعددة طرحها منظرون رأسماليون من أمثال فورد وتايلر ومايو تحاول الكشف عن مزيد من العوامل والقوى التي يمكن أن تزيد كفاءة التنظيمات.وجدير بالذكر أن من العناصر المهمة في إدامة فاعلية التنظيمات هو نجاحها في فسح المجال لأعضائها بتحقيق التوازن والتكامل بين اتجاهاتهم ورغباتهم وبين متطلبات العمل والوظيفة في التنظيم ومن المعروف أن السلوك البشري في كل أشكال التنظيم الاجتماعي بتحدد بحاصل تأثير القوى المتزامنة المحيطة به. من ذلك مثلا توازن فرص النجاح المهني مع احتمالات فشله. ويبدو أن التنظيمات الناجحة هي التي توظف هذه القوى لغرض تطوير هذا السلوك وتحفيزه بدلا من منعه وتحجيمه عم بلوغ أهداف التنظيم.
وينبغي القول أن التنظيمات مهما كان نوعها تستثمر أسلوب الثواب والعقاب لضبط سلوك أعضائها وتوجيهه لما يخدم أغراضها. ويختلف نجاح التنظيمات في كيفية المواءمة بين الطرق العقابية والثوابية ومن النادر أن تنتفي الحاجة لأحدهما دون الآخر. ولا شك أن العقاب في التنظيمات يهدف إلى تأمين الضبط بينما يراد بالثواب تحفيز الميول الإبداعية والابتكارية والمنافسة بين الأعضاء. إضافة إلى اتساع أهمية مفهوم الإنجاز في التنظيمات الحديثة. إما ازدياد التأكيد في التنظيمات على الإنجاز فيرجع بين عدة أسباب إلى تصاعد دور التكنولوجيا والعلوم والاقتصاد والصناعة في تحديد مسيرة التنظيمات. ومن الطبيعي أن هذه الأسباب تتطلب اطراد القدرات الإنجازية لكوادر التنظيمات لكي تصمد أمام منافسة التنظيمات الآخرى. فضلا عن حقيقة الترابط بين الابتكار والإنجاز بشكل وثيق في دفع عملية التغير والتجديد في التنظيمات.